# Stras

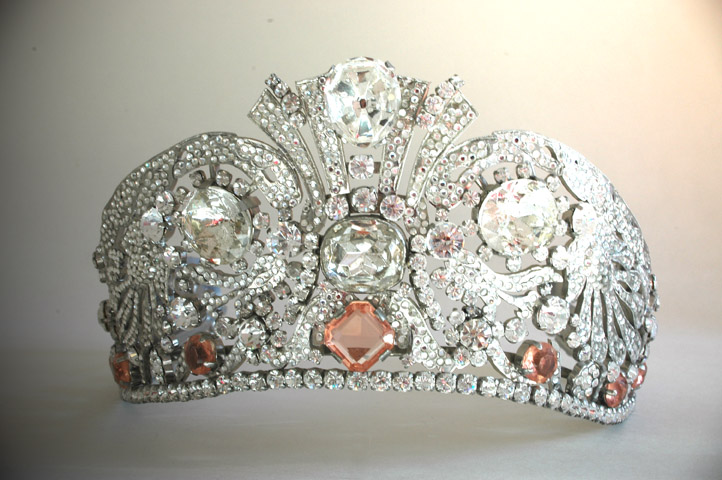
Een tiara bezet met stras

Stras (voorheen geschreven als strass) is imitatiediamant op basis van glas. Met de term wordt verwezen naar het op diamant gelijkend materiaal en naar hiervan gemaakte sieraadstenen. Het materiaal wordt verondersteld vernoemd te zijn naar ofwel de Franse juwelier Georg Friedrich Stras(s) (1701-1773), die zich wijdde aan de productie van imitatiediamant en deze steen in de mode bracht, ofwel naar de uitvinder ervan, de Oostenrijkse goudsmid Joseph Strasser (1700-1773).
De benaming stras voor imitatiediamanten uit glas wordt gebruikt sinds de 18e eeuw. Het procedé dat Strasser ontdekte was het bijmengen van de metalen bismut en thallium aan soda en silicium. Wanneer dit verhit wordt, ontstaat een glas met andere weerkaatsing van het licht. De weerkaatsing benadert de weerkaatsing door het diamantkristal, waardoor stras veel meer flonkert dan geslepen glas.
De geslepen stukjes stras verwekten een sensatie en werden simili genoemd.
Als er zilverfolie of gekleurde folie achter de stras werd geplaatst (de zettingen van sieraden waren toen gesloten), nam de schittering nog toe. Later werden de "stenen" op de achterzijde van een spiegelende laag voorzien door, net als bij de toenmalige spiegels, een amalgaam (tin- of zilveramalgaam, men sprak van kwik) aan te brengen en door verdamping het kwik eruit te verdrijven, waarna een spiegelend laagje van het metaal achterbleef.